# Marjay Frigyes
Marjay Frigyes, eredetileg: Poppovics, külföldön: Friedrich Marjay, Frederico Pedro Marjay, Frederic P. Marjay (Budapest, 1897. május 18. – 1993 előtt) magyar író, műfordító, újságíró, huszárfőhadnagy.

## Családja
Poppovics Frigyes és Vojnovits Paulina fiaként született. 1918. augusztus 16-án Budapesten, a Ferencvárosban házasságot kötött tottkutasi Szénásy Melitta Máriával, tottkutasi Szénásy Béla és Komonz Ilona lányával, majd 1933-ban elváltak. Lányuk, Marjay Lucia (férj. Bresztovszky Lajosné) 1922. április 17-én született. 1934. április 15-én Budapesten, a XI. kerületben házasságot kötött Kovács Mária Teréziával, Kovács Pál és Trokán Mária lányával.

## Pályája
Pályafutását szőnyegkereskedőként kezdte, majd a Schaffende Ungarn c. folyóirat szerkesztője lett, a magyar háborús propaganda egyik irányítója. 1943. július 1-jén tartalékos századossá léptették elő. A Sztójay-kormány kinevezte kulturális attasénak, ezért az 1940-es években Portugáliába költözött, ahol a lisszaboni magyar követség kulturális tanácsosaként dolgozott, kiadatta Zilahy Lajos regényeit portugál nyelven. Amikor hazahívták, nem engedelmeskedett a külügyminisztérium utasításának, és Portugáliában maradt. A Szabadság c. lap 1945. július 3-ai száma azt állítja, hogy Marjay könyveit "négerek" írták, cikket pedig tíz és húsz pengőért vásárolta egy pesti kávéházban. A lap állítása szerint amikor a szovjet haderők elérték Magyarország határát, mindenét pénzzé tette, Berlinbe utazott vagyonával, ahonnan a németek bombavető repülőgépen küldték Lisszabonba. 1945. június 19-én háborús bűnösként lefokozták, és a honvédség kötelékéből eltávolították.
Szerkesztette a Journal du Commercin-t.

## Munkái
- Ez a szovjet (Budapest, 1937)
- Meddig még? (Budapest, 1937)
- Die Wahrheit über das ungarländische Deutschtum: von einem aufrichtigen Freund des Dritten Reiches (Budapest: Mérnökök Ny., 1937)
- Az olasz birodalom szabadidőmozgalma (Czakó Istvánnal, Budapest: Magyar Jövő Szöv., 1938)
- Ámokfutó Bukarest (Budapest: Stádium, 1939)
- Mi a fasizmus? (Budapest: Stádium, 1939)
- Szegedtől - Uzsokig: 1919-1939 (Budapest: Egyetemi Ny., 1939)
- Végzetes esztendő (Budapest: Dante, 1939)
- Keresztes hadjárat 1941 (Budapest: Stádium, 1941)
- Honvédeink Vörösországról (szerk., Budapest: Hollóssy Ny., 1942)
- Europa oder Chaos? Ein Ungar über den Bolschewismus (Nürnberg: Willmy, 1943)
- Hőseink (szerk., Budapest: Hollóssy Ny., 1944)
- Honvédségünk (szerk., Budapest: Stádium, 1944)
- Portugal (Lisboa, 1953, 1962; franciául: Neufchâtel-Paris, 1954)
- Portugal romântico (1955)
- Índia Portuguesa - Estudo Histórico (Bertrand, 1959)
- Pom Henrique, the Navigator (szerk., Lisbon, 1960)
- Angola: Texto e direcçao artistica (Livraria Bertrand, 1961)
- Algarve: textofotografia e direcção artística (Livraria Bertrand, 1968)
- Navegadores portugueses: heróis do mar; investigação artística (Habsburg Ottóval közösen, Bertrand, 1970)
- Lisbon and its surroundings (Lisbon, Bertrand, SARL, 1972)